# Stadsprijs Geraardsbergen 2000
De 69e editie van de Belgische wielerwedstrijd Stadsprijs Geraardsbergen werd verreden op 30 augustus 2000. De start en finish vonden plaats in Geraardsbergen. De winnaar was Serge Baguet, gevolgd door Marcus Ljungqvist en Bert Grabsch.

## Uitslag
| Stadsprijs Geraardsbergen 2000 |                   |              |        |
| Plaats                         | Naam              | Ploeg        | Tijd   |
| Winnaar                        | Serge Baguet      | Lotto-Adecco | 3u 57' |
| 2                              | Marcus Ljungqvist | Team Fakta   | +07"   |
| 3                              | Bert Grabsch      | Team Cologne | z.t.   |

1912 · 1913 · 1914–1926 · 1927 · 1928–1932 · 1933 · 1934 · 1935 · 1936 · 1937 · 1938 · 1939 · 1940 · 1941 · 1942 · 1943 · 1944 · 1945 · 1946 · 1947 · 1948 · 1949 · 1950 · 1951 · 1952 · 1953 · 1954 · 1955 · 1956 · 1957 · 1958 · 1959 · 1960 · 1961 · 1962 · 1963 · 1964 · 1965 · 1966 · 1967 · 1968 · 1969 · 1970 · 1971 · 1972 · 1973 · 1974 · 1975 · 1976 · 1977 · 1978 · 1979 · 1980 · 1981 · 1982 · 1983 · 1984 · 1985 · 1986 · 1987 · 1988 · 1989 · 1990 · 1991 · 1992 · 1993 · 1994 · 1995 · 1996 · 1997 · 1998 · 1999 · 2000 · 2001 · 2002 · 2003 · 2004 · 2005 · 2006 · 2007 · 2008 · 2009 · 2010 · 2011 · 2012 · 2013 · 2014 · 2015 · 2016 · 2017 · 2018 · 2019 · 2020 · 2021 · 2022